# Пловност
Водене површине, као што су реке, језера или канали, су пловне ако су довољно дубоке, широке и мирне, те без препрека као што су стене, дрвеће и ниски мостови, тако да пловила (нпр. бродови и чамци) могу безбедно да пролазе.
Мостови саграђени преко пловних путева морају да имају довољан размак и висину изнад тока реке. Велика брзина тока воде може да учини реку непловном због опасности од судара бродова.
Реке такође могу да буду непловне због леда, посебно зими или у планинским пределима.
Пловност зависи и од контекста: малом реком могу да плове мањи бродови као што су глисер, кану или кајак, али не и теретни брод, путнички крузер или монитор речне флотиле.
Плитке реке могу да се преуреде у пловне постављањем преводница које регулишу ток и повећавају узводни водостај, или јаружањем, којим се продубљује и шири делове корита.